# Joan Montserrat i Archs
Joan Montserrat i Archs (Barcelona, 1 de novembre de 1844 - Barcelona, 26 d'octubre de 1895), fou un metge, científic, escriptor, traductor i felibre català.

## Biografia

### Estudis
Estudià arquitectura i ciències, i va aprendre el llatí, el grec, l'àrab, l'hebreu, l'anglès, el francès i l'alemany.
Es llicencià en medicina, a Barcelona, l'any 1873. Durant els seus estudis treballava a la farmàcia Ferrer, de la Plaça del Pi, de Barcelona.

### Activitat professional i científica
Fou col·laborador de Marian Aguiló en l'àmbit de la filologia, de Joan Vilanova en la seva obra "Creaciòn. Historia Natural", i d'Antoni Ciprià Costa pel que fa a la flora de Catalunya.
Obtingué la plaça de metge municipal, per oposició.
Fou responsable del butlletí meteorològic de "La Renaixensa".
El 1884, durant la cinquena pandèmia de còlera es desplaçà a Marsella, per encàrrec de l'Ajuntament de Barcelona, per a estudiar el còlera, on va emportar-s'hi a Jaume Ferran, amb qui l'unia una estreta amistat, qui arran d'aquesta expedició va crear una vacuna contra dita malaltia. El 1885, per encàrrec també del municipi, feu un estudi de les aigües potables de Barcelona.
Fou un defensor de l'ús del microscopi per a la investigació histològica i botànica.
Col·laborà a la publicació Archivos de Cirugía, gràcies a la seva amistat amb el metge Josep de Letamendi.

### Activitat literària i humanística
Fou membre del Consisori dels Jocs Florals i cofundador de la societat La Jove Catalunya. En la polèmica lingüística sorgida en el si dels Jocs Florals el 1875, s'alineà amb les tesis de Marian Aguiló.
En el Primer Congrés Catalanista, fou partidari de les tesis d'Àngel Guimerà i s'enfrontà amb Valentí Almirall.
Fou col·laborador de les publicacions "La Renaixensa", "La Ilustració Catalana", el "Calendari Català" i "Lo Gay Saber".
Fou Vicecanceller general del Felibritge, essent nomenat "Felibre Majorau".

## Càrrecs acadèmics
Secretari de la Societat Botànica Barcelonesa (1872).
President de la Reial Acadèmia de Ciències i Arts de Barcelona (1888-1990)

## Obres
Una versió seva, en català, de les "Odes Messèniques", de Tirteu, fou premiada a Montpeller, el 1878.
Col·laborà, amb poesies seves, a l'almanac del "Calendari Català" (anys 1868, 1869, 1871 i 1879), a "Lo Gay Saber" (1868), "Archivos de Cirugía", "Los Niños" i "Memorias de la Real Academia de Ciencias Naturales y Artes".
Traduí al català el poema eròtic "Los Petons de Joan Segon" de l'holandès Joan de Nicolau.

### Traducció de la Ilíada
Montserrat i Archs traduí al català la Ilíada, en prosa, si bé només n'ha pervingut part del Cant XVIII.